# سنیی
سنیی (به ایتالیایی: Segni) یک کومونه در ایتالیا است که در استان رم واقع شده‌است. سنیی ۶۱ کیلومتر مربع مساحت و ۹٬۳۷۵ نفر جمعیت دارد و ۶۶۸ متر بالاتر از سطح دریا واقع شده‌است.